# Carl Christopher Gyllenstierna
Carl Christopher Gyllenstierna (af Lundholm), född 16 mars 1748 på Gedsholm i Ekeby socken, Malmöhus län, död 3 augusti 1811 på Krapperups slott i Brunnby socken, samma län, var en svensk friherre och militär.
Carl Christopher Gyllenstierna var son till major Nils Gyllenstierna och Maria Sofia Morman. Han blev volontär vid Kronprinsens regemente 1765, förare där 1766, sergeant vid Sprengtportska regementet 1768, fänrik där 1769, löjtnant 1773, kapten vid Tavastehus regemente 1777, kapten vid artilleriet 1781, överstelöjtnant där 1786. Gyllenstierna var överste och chef för Wendes artilleriregemente 1794–1797. Han blev på grund av sin bekantskap med Carl Fredrik Pechlin tagen i förvar efter mordet på Gustav III. Gyllenstierna blev riddare av Svärdsorden 1794.